# José Carlos Santos Saiani
José Carlos Santos Saiani, né le 11 avril 1956, est un ancien joueur brésilien de basket-ball.

## Palmarès
- 3e des Jeux panaméricains de 1979
- Coupe intercontinentale 1979